# 東羅茲縣

51°47′N 19°28′E / 51.783°N 19.467°E
東羅茲縣（波蘭語：Powiat łódzki wschodni），是波蘭的縣份，位於該國中部，由羅茲省負責管轄，首府設於羅茲，面積499平方公里，2006年該縣人口64,574，人口密度每平方公里130人。